# Нова Полтавка
Нова́ Полта́вка — село Іллінівської сільської громади Краматорського району Донецької області, України.

## Загальні відомості
Відстань до центру громади становить близько 25 км і проходить автошляхом Т 0504. 
У селі бере початок річка Полтавка, притока Казенного Торця. Землі довкола села використовуює свинокомплекс «АПК-Інвест» та частково підприємство ТОВ «Сади Донбасу».

## Історія
На мапі 1888 року на місці сучасного села нанесено скотний двір.
На мапі 1928 вперше зафіксовано хутір із назвою Ново-Полтавка. Поруч із територією сучасного села колись значилися: хутір Первомайський (Фесенко-Полтавка) (1928), що пізніше значиться, як Кварцевий Кар'єр Тавричанський (1938-1954).
Сусідній хутір Ново-Борисівка фігурує на мапах від 1928 до 1954 років. З моменту появи мав дубльовану назву Муровці, а від 1954 значиться як Щурівка.

### Стара Полтавка
На місці сусіднього хутора Полтавки (Реннера), що вперше фігурує 1928 року, був нанесений безіменний хутір (1888 рік). Пізніше, ймовірно, він змінює назву на Стару Полтавку.
Також значиться у довіднику німецьких населених пунктів в Сантуринівській волості Бахмутського повіту Катеринославської губернії як хутір Полтавка.
Згадки про хутір Стара Полтавка фігурують у документах про арешт Панасенка Андрія Родіоновича 1870 року народження, що був хлібором та заарештований 6 лютого 1930 року і реабілітований того ж року.
А також у справі про ареш Панасенка Дмитра Тарасовича 1893 року народження, що також був хліборобом і заарештований 3 лютого 1930 року.
У справі Реннера Франца Івановича 1920 року народження згадується хутір Cтара Полтавка, як місце народження. Він був німцем, якого заарештовали 15 грудня 1937 року та 8 січня 1938 року засудили на 10 років ВTT.

### Радянський період
З початком радянської окупації 1919 року утворюють Тарасівську сільську раду. У довіднику 1926 року їй підпорядковуються: Тарасівка (Петровка № 3), хутір Водяний №1, хутір Водяний №2, хутір Заяча Балка, Кварцевий Кар'єр, хутір Ново-Борисівка (Мурівці), хутір Ново-Полтавка, хутір Первомайський (Фесенко-Полтавка), хутір Полтавка (Ренерів), сад Рафальського.
На хуторі Ново-Полтавка того періоду проживало 148 мешканців, з яких 137 українців та 3 німців.
У радянський період у селі Ново-Полтавка був організований колгосп "Широкий шлях". Будувалися свинарники та корівники, придбали сільгоспінвентар та техніку. 
Зі слів старожилів села, голод 1923-1933 років село змогло пережити та зберегти своїх мешканців.
1936 року Тарасівській сільській раді підпорядковувалися: село Тарасівка, хутір Березівка, хутір Водяний №1, хутір Водяний №2, Кварцеві Кар'єри, хутір Ново-Борисівка, хутір Ново-Полтавка, хутір Осиново-Полтавка, хутір Старо-Полтавка та приміське господарство "Керамік".
У проміжку 1938-1954 на місці сучасного села розташовані хутори Ново-Полтавка, Козачок та Кварцевий кар'єр.
З фронтів Другої світової не повернулися додому 55 мешканців села.
Під час війни та до 50-х років колгоспом керував Іван Денисович Жидков. На його долю випало післявоєнне відновлення рослинницького та тваринницького господарств. До початку 60-х років головою господарства був Марк Фомич Тупиця. Після нього - Діна Ігнатівна Шандроголова, за її керівництва будувалися нові ферми, збільшилася кількість худоби.
Фельдшерсько-акушерський пункт у селі виник 1956 року.
8 січня 1960 року села Нова Полтавка, Стара Полтавка та Борисівка Тарасівської сільської ради підпорядковують Полтавській сільраді.
У 70-80-х роках були прокладені асфальтовані дороги, відбувалася електро- та газифікація села, збудована бібліотека, пошта, побуткомбінат, Будинок механізатора та нова колгоспна контора. Також вводили в експлуатацію нові будинки для мешканців.
1973 року побудована нова будівля початкової школи. 1975 року було побудовано сільський клуб, яким керувала Л.І. Приходько та організувала роботу жіночого хору. Бібліотекою завідувала Н.А. Бойко.
21 грудня 1977 року з облікових даних адміністративно-територіального поділу Донецької області був виключений населений пункт Борисівка Полтавської сільської ради.
26 квітня 1978 року село Стара Полтавка було виключено з відомостей, а його мешканців приписують до села Нова Полтавка.
На мапі 1981 року тільки одне село Нова Полтавка.
1986 року школа та дитячий садок були об’єднані в один заклад – Новополтавську школу-сад. Першим директором школи-саду була Л.П. Козлова, пізніше - О.В. Кулешова.
У наступні року господарство очолювали: Сергій Дмитрович Никитенко, Людмила Ананіївна Гарна – кавалер ордену Княгині Ольги. На початку 2000-х років колгосп був реорганізований.
19 червня (30 жовтня) 1990 року утворюють Новополтавську сільську раду з центром у селі Нова Полтавка. Очолила її Д.І. Шандроголова, а секретарем була Надія Петрівна Чорна. Пізніше сільраду очолив Нагорний Роман Вікторович. Завідував фельдшерським пунктом - Р. Гончар.

### Незалежна Україна
Від 1995 року Фельдшерсько-акушерському пункту був наданий статус амбулаторії загальної практики – сімейної медицини, що обслуговує територію двох колишніх сільських рад. Трохи раніше - 1987 року він отримав нову будівлю.
На початку 2000-х років колгосп був реорганізований.
2004 року Новополтавську школу-сад перейменовано у навчально-виховний комплекс. Нині це заклад дошкільної освіти "Топольок".
2008 року молодь села Нова Полтавка перемогла на обласному конкурсі міні-проєктів. За виграні кошти встановили спортивні тренажери та облаштували майданчик.

## Населення
За даними перепису 2001 року населення села становило 502 особи, із них 73,11 % зазначили рідною мову українську, 26,49 % — російську та 0,2 % — вірменську мову.

## Вулиці
- Молодіжна;

- Нижня;
- Червона;
- Черемушки;
- Широка.[15]